# Irena Anders

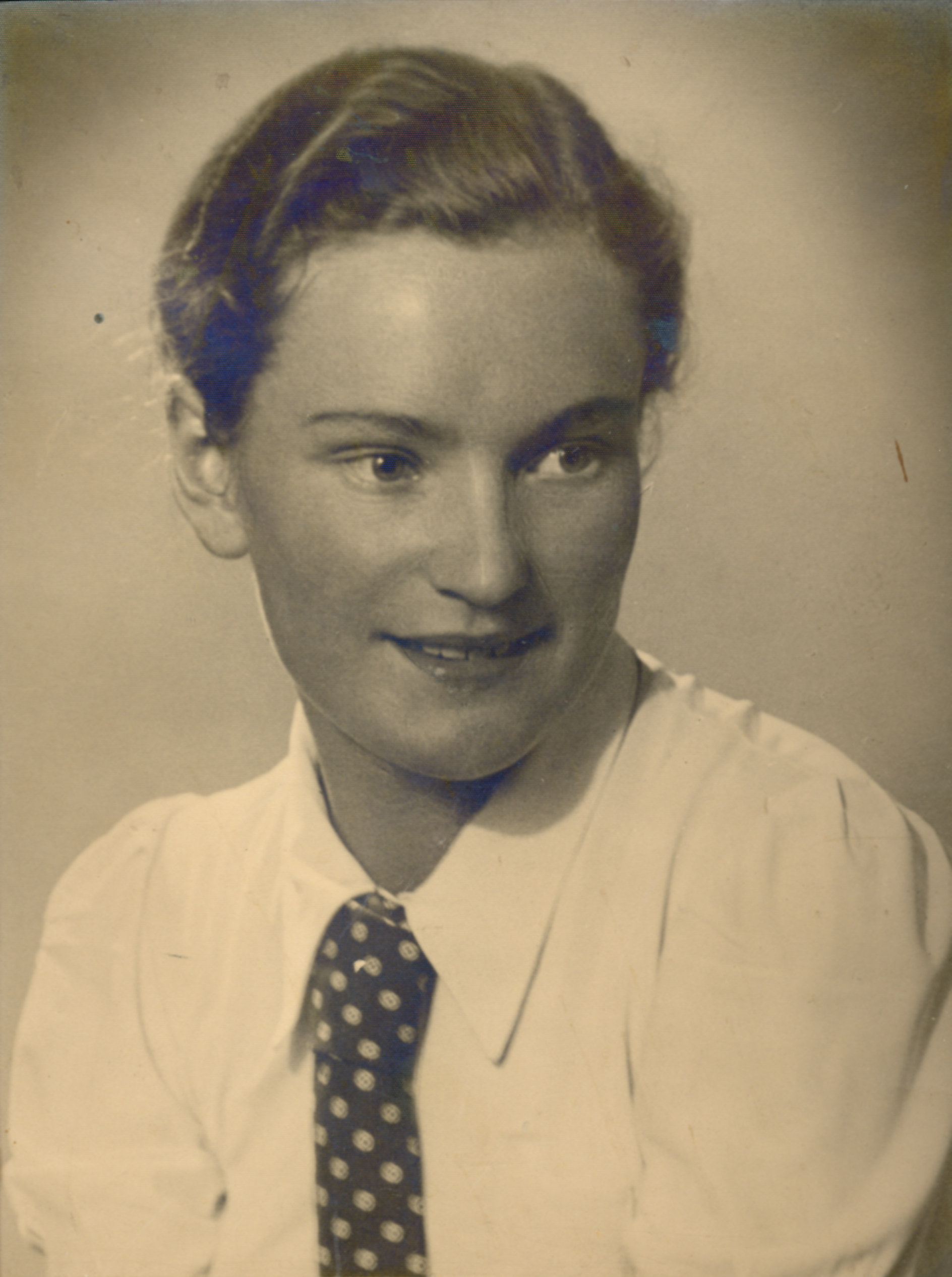
Iryna Jarosewycz przed 1939

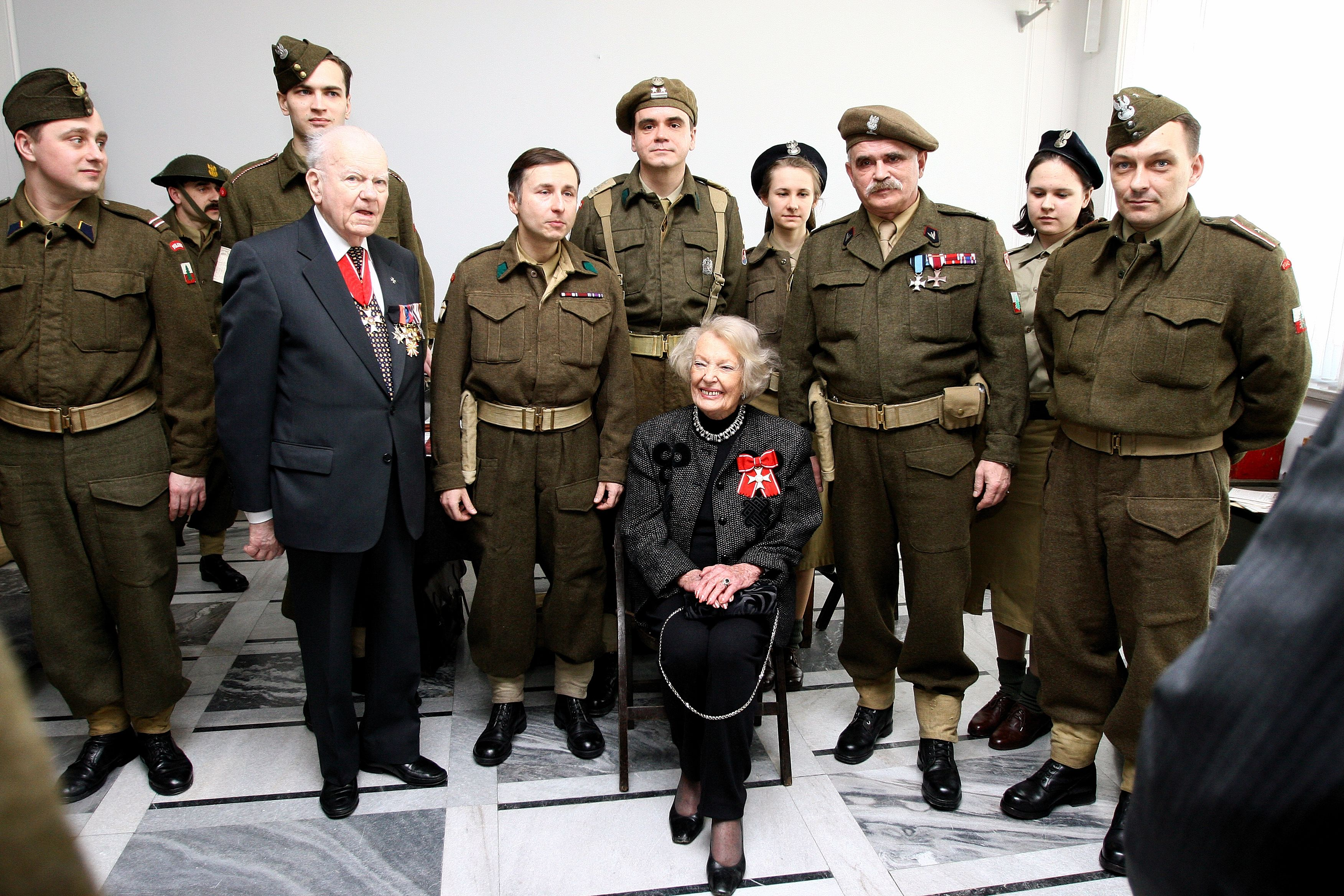
Irena Anders w Senacie (2008)

Irena Renata Anders, z domu Iryna Jarosewycz, ps. art. Renata Bogdańska (ur. 12 maja 1920 w Bruntálu, zm. 29 listopada 2010 w Londynie) – polska i ukraińska artystka rewiowa, pieśniarka, aktorka, kapitan Wojska Polskiego, działaczka polonijna w Wielkiej Brytanii; pierwsza żona Gwidona Boruckiego, druga żona gen. Władysława Andersa.

## Życiorys
Pochodziła z ukraińskiej rodziny o tradycjach muzycznych. Jej ojciec, Mykoła Jarosewycz był księdzem greckokatolickim, kapelanem wojskowym Armii Austro-Węgier i Ukraińskiej Armii Halickiej. Matka, Ołena z Nyżankiwśkich była siostrą ks. Ostapa Nyżankiwśkiego – znanego ukraińskiego kompozytora, księdza greckokatolickiego i posła na Sejm Krajowy Galicji IX kadencji – i Ołeksandra Nyżankiwskiego, śpiewaka operowego.
Od 1926 mieszkała we Lwowie na Kulparkowie, gdzie ojciec od 1925 do 1944 był kapelanem w tamtejszej Państwowym Zakładzie dla Umysłowo Chorych. W latach 1929–1939 studiowała w Wyższym Instytucie Muzycznym im. Mykoły Łysenki, początkowo w klasie fortepianu, prowadzonej przez Nestora Nyżankiwskiego (syna Ostapa), później w klasach wokalnych.
W latach 30. XX wieku była solistką ukraińskiego zespołu Jabcio-jazz.
Po agresji ZSRR na Polskę i zajęciu Lwowa przez Armię Czerwoną przerwała studia. W czasie sowieckiej okupacji Lwowa występowała w teatrzyku rewiowym Feliksa Konarskiego (Ref-Rena). Występowała następnie jako solistka zespołu muzycznego Henryka Warsa Tea-Jazz, dając koncerty w ZSRR.
Po ataku Niemiec na ZSRR i rozpoczęciu formowania Armii Polskiej w ZSRR przyłączyła się, wraz z mężem Gwidonem Boruckim i grupą artystów, do tworzącej się w Tockoje polskich jednostek. Działalność artystyczną kontynuowała w zespole „Polska Parada”, występując m.in. przed żołnierzami, formowanej armii. Przeszła szlak bojowy z oddziałów Władysława Andersa, począwszy od Tockoje, Buzułuku, następnie Iran, Irak, Palestynę, Egipt i Włochy. Dwa dni po bitwie o Monte Cassino wystąpiła wraz z zespołem na górze klasztornej, gdzie odbywały się walki, śpiewając po raz pierwszy (razem z mężem) piosenkę Czerwone maki na Monte Cassino. Odznaczona została Krzyżem Monte Cassino.
W 1946 zagrała główną rolę żeńską w polsko-włoskiej produkcji Michała Waszyńskiego Wielka droga, zorganizowanej i finansowanej przez Ośrodek Kultury i Prasy 2 Korpusu Polskiego. Film opowiada o wojennych losach żołnierzy 2 Korpusu; partnerem filmowym Ireny był Albin Ossowski. W tym samym roku zagrała w filmie Lo Sconosciuto di San Marino (Nieznajomy z San Marino), u boku Anny Magnani i Vittoria De Siki.
Po wojnie zamieszkała w Wielkiej Brytanii. Współpracowała, jako artystka, z Marianem Hemarem i Konarskim. Występowała przed Polonią w Wielkiej Brytanii, Francji i Izraelu, a także w rozgłośniach BBC (w latach 1958–1962) i Radio Wolna Europa (w kabarecie Hemara). W 1948 poślubiła gen. Władysława Andersa. Dwa lata później urodziła córkę, Annę Marię.
Po 1989 regularnie przyjeżdżała do kraju, występując jako gość honorowy na uroczystościach państwowych na szczeblu centralnym.
Została członkiem komitetu poparcia Bronisława Komorowskiego przed przyspieszonymi wyborami prezydenckimi 2010. W sierpniu 2010 roku przyjechała na jego zaprzysiężenie. Była to zarazem jej ostatnia wizyta w Polsce.
Zmarła 29 listopada 2010 w Londynie. Pogrzeb odbył się 8 grudnia w kościele św. Andrzeja Boboli w Londynie, gdzie odprawiono nabożeństwo żałobne, po czym trumna z ciałem została odprowadzona na cmentarz na Mortlake, gdzie dokonano kremacji. Prochy Ireny Anders zostały pochowane przy mężu na cmentarzu na Monte Cassino 21 maja 2011.

## Ordery i odznaczenia
- Krzyż Komandorski Orderu Odrodzenia Polski (12 maja 2007, za wybitne zasługi dla niepodległości Rzeczypospolitej Polskiej, za działalność polonijną i społeczną)[9]
- Krzyż Kawalerski Orderu Odrodzenia Polski (22 maja 1979)[10]
- Złoty Krzyż Zasługi
- Krzyż Pamiątkowy Monte Cassino
- Srebrny Medal „Zasłużony Kulturze Gloria Artis” (2006)[11]

## Filmografia
- 1946: Wielka droga, reż. Michał Waszyński
- 1946: Lo Sconosciuto di San Marino, reż. Michał Waszyński
- 1994: Renata Bogdańska-Anders, reż. Andrzej Konecki, film biograficzny
- 2003: Seans, reż. Maria Dłużewska, dokument o powstaniu filmu Wielka droga

## Dyskografia
- 1962: Do słuchu i do tańca. Melodia Records Co.